# Joe Buzzetta

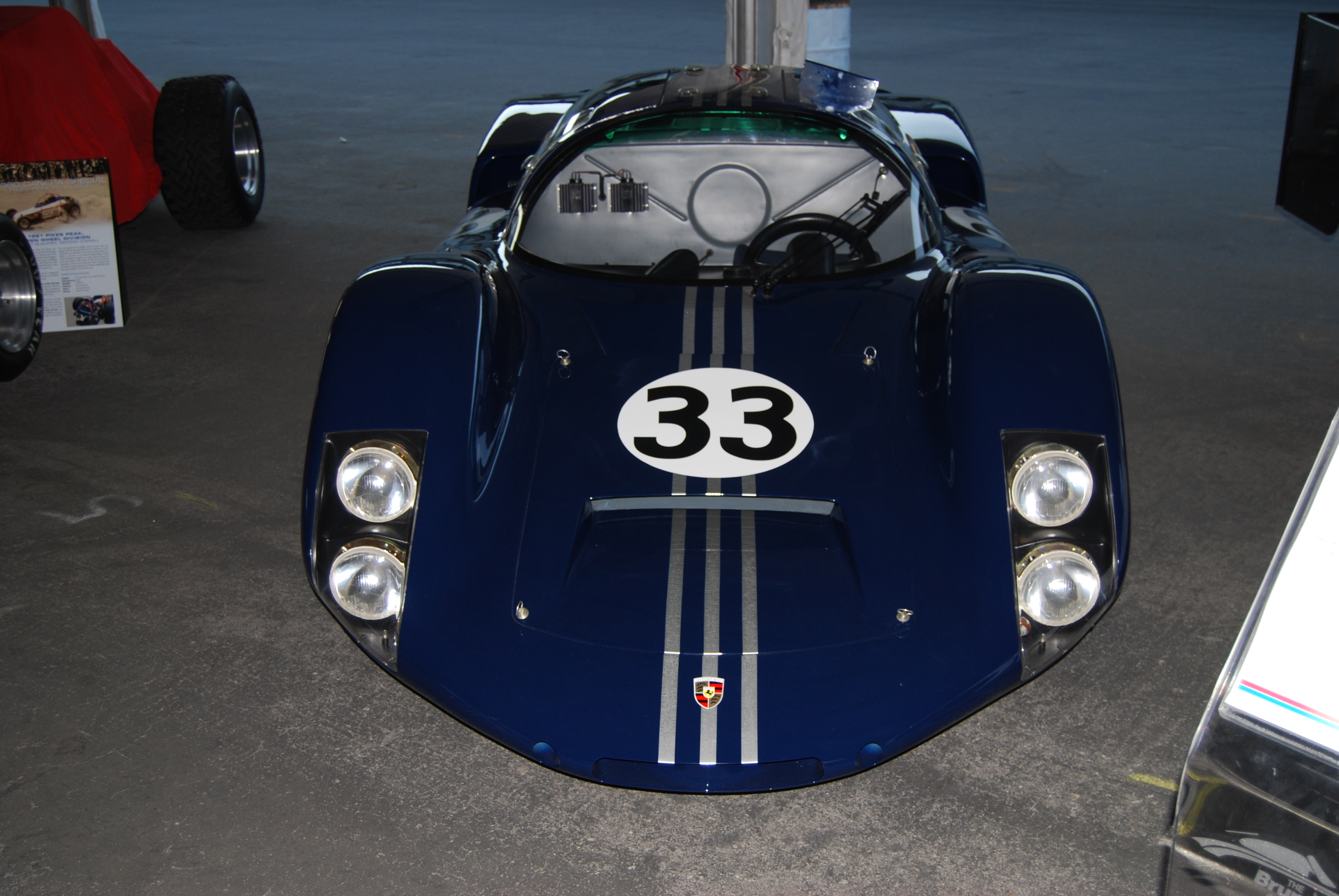
Porsche 906E, mit dem Buzzetta gemeinsam mit Scooter Patrick 1967 bei Sportwagenrennen in den USA am Start war

Joseph „Joe“ Buzzetta (* 30. Dezember 1936 in New York City; † 15. Januar 2023) war ein US-amerikanischer Unternehmer und Autorennfahrer.

## Karriere
Joe Buzzetta war der klassische „zweite Mann“ im Sportwagensport der 1960er-Jahre. Er war oft der Teamkollege von Starfahrern und wird in der Erwähnung von Erfolgen gern vergessen. Buzzetta begann seine Karriere Ende der 1950er-Jahre im US-amerikanischen Straßensport, wo mit getunten Sportwagen gefahren wurde. 1961 gab er sein Debüt beim 12-Stunden-Rennen von Sebring auf einem Austin Healey Sprite. Mit Partner Glenn Carlson beendete er das Rennen als 15. der Gesamtwertung. Seine beste Platzierung in Sebring – nach dem vierten Gesamtrang 1966 im Porsche 906 als Partner von Hans Herrmann und Gerhard Mitter – war der dritte Rang 1969 im Porsche 908 mit Rolf Stommelen und Kurt Ahrens. Da war Buzzetta längst Werksfahrer bei Porsche.
1962 und 1963 siegte er mit einem von privater Hand eingesetzten Porsche 718 RSK in seiner Klasse der nationalen Rennserie des Sports Car Club of America, an dem neben ihm unter anderem auch Roger Penske und Bob Holbert teilnahmen. Spätestens mit dem Gewinn des 500-km-Rennens von Bridgehampton der Sportwagenweltmeisterschaft an der Seite von Bill Wuesthoff qualifizierte sich Buzzetta für höhere Aufgaben. So erhielt er 1965 und 1966 einen Vertrag als Porsche-Werksfahrer, fuhr jedoch lediglich die US-amerikanischen Sportwagenrennen in Sebring und Daytona. Ansonsten nahm er zunächst mit einem Elva Mk.7 mit Porschemotor, später mit einem Porsche 906 an der höchsten Sportwagenmeisterschaft der SCCA teil. 1967 und 1968 fuhr er auch in Europa. Sein größter Erfolg war der Gesamtsieg beim 1000-km-Rennen auf dem Nürburgring 1967 mit Udo Schütz im Porsche 910. 1968 gab es noch einen vierten Platz am Nürburgring, diesmal mit Jochen Neerpasch als Partner.
Weniger erfolgreich war Buzzetta beim 24-Stunden-Rennen von Le Mans, wo er bei zwei Starts jeweils mit technischem Defekt ausfiel.
Danach verließ er den professionellen Motorsport, blieb mit einigen Teilnahmen an historischen Rennen jedoch dem Motorsport treu. Später leitete Buzzetta die Competition Automotive Group, eine Autohauskette verschiedener Automarken in New York.
Er starb im Januar 2023.

## Statistik

### Le-Mans-Ergebnisse
| Jahr | Team                       | Fahrzeug    | Teamkollege     | Platzierung | Ausfallgrund |
| ---- | -------------------------- | ----------- | --------------- | ----------- | ------------ |
| 1967 | Porsche System Engineering | Porsche 910 | Udo Schütz      | Ausfall     | Motorschaden |
| 1968 | Porsche System Engineering | Porsche 908 | Scooter Patrick | Ausfall     | Aufhängung   |

### Sebring-Ergebnisse
| Jahr | Team                            | Fahrzeug                     | Teamkollege         | Teamkollege | Platzierung             | Ausfallgrund    |
| ---- | ------------------------------- | ---------------------------- | ------------------- | ----------- | ----------------------- | --------------- |
| 1961 | Donald Healey                   | Austin-Healey Sebring Sprite | Glenn Carlson       |             | Rang 15                 |                 |
| 1964 | Porsche System Engineering      | Porsche 356B 2000 GS GT      | Ben Pon             |             | Rang 10 und Klassensieg |                 |
| 1965 | Porsche Automobile Co.          | Porsche 904 GTS              | Ben Pon             |             | Rang 6                  |                 |
| 1966 | Porsche System Engineering      | Porsche 906                  | Hans Herrmann       |             | Rang 4 und Klassensieg  |                 |
| 1967 | Porsche Auto                    | Porsche 906                  | Peter Gregg         |             | Rang 7                  |                 |
| 1968 | Porsche Automobile Co.          | Porsche 907 2.2              | Ludovico Scarfiotti |             | Ausfall                 | Zylinderschaden |
| 1969 | Porsche System Engineering Ltd. | Porsche 908/02               | Rolf Stommelen      | Kurt Ahrens | Rang 3                  |                 |

### Einzelergebnisse in der Sportwagen-Weltmeisterschaft
| Saison | Team                    | Rennwagen               | 1   | 2   | 3   | 4   | 5   | 6   | 7   | 8   | 9   | 10  | 11  | 12  | 13  | 14  | 15  | 16  | 17  | 18  | 19  | 20  | 21  | 22  |
| ------ | ----------------------- | ----------------------- | --- | --- | --- | --- | --- | --- | --- | --- | --- | --- | --- | --- | --- | --- | --- | --- | --- | --- | --- | --- | --- | --- |
| 1961   | Donald Healey           | Austin-Healey Sprite    | SEB | TAR | NÜR | LEM | PES |     |     |     |     |     |     |     |     |     |     |     |     |     |     |     |     |     |
| 1961   | Donald Healey           | Austin-Healey Sprite    | 15  |     |     |     |     |     |     |     |     |     |     |     |     |     |     |     |     |     |     |     |     |     |
| 1962   | Competition Imports     | Porsche 356             | DAY | SEB | SEB | MAI | TAR | BER | NÜR | LEM | TAV | CCA | RTT | NÜR | BRI | BRI | PAR |     |     |     |     |     |     |     |
| 1962   | Competition Imports     | Porsche 356             |     |     |     |     |     |     |     |     |     | DNF |     |     |     |     |     |     |     |     |     |     |     |     |
| 1963   | Joe Buzzetta            | Porsche 356             | DAY | SEB | SEB | TAR | SPA | MAI | NÜR | CON | ROS | LEM | MON | WIS | TAV | FRE | CCE | RTT | OVI | NÜR | MON | MON | TDF | BRI |
| 1963   | Joe Buzzetta            | Porsche 356             |     |     |     |     |     |     |     |     |     |     |     |     |     |     |     |     |     |     | 7   |     |     |     |
| 1964   | Porsche Ed Wechsler     | Porsche 356 Porsche 904 | DAY | SEB | TAR | MON | SPA | CON | NÜR | ROS | LEM | REI | FRE | CCE | RTT | SIM | NÜR | MON | TDF | BRI | BRI | PAR |     |     |
| 1964   | Porsche Ed Wechsler     | Porsche 356 Porsche 904 |     | 10  |     |     |     |     |     |     |     |     |     |     |     |     |     |     |     | 1   |     |     |     |     |
| 1965   | Porsche                 | Porsche 904             | DAY | SEB | BOL | MON | MON | RTT | TAR | SPA | NÜR | MUG | ROS | LEM | REI | BOZ | FRE | CCE | OVI | NÜR | BRI | BRI |     |     |
| 1965   | Porsche                 | Porsche 904             | 6   |     |     |     |     |     |     |     |     |     |     |     |     |     |     |     |     |     |     |     |     |     |
| 1966   | Porsche                 | Porsche 904 Porsche 906 | DAY | SEB | MON | TAR | SPA | NÜR | LEM | MUG | CCE | HOK | SIM | NÜR | ZEL |     |     |     |     |     |     |     |     |     |
| 1966   | Porsche                 | Porsche 904 Porsche 906 | 7   | 4   |     |     |     |     |     |     |     |     |     |     |     |     |     |     |     |     |     |     |     |     |
| 1967   | Porsche                 | Porsche 906 Porsche 910 | DAY | SEB | MON | SPA | TAR | NÜR | LEM | HOK | MUG | BRH | CCE | ZEL | OVI | NÜR |     |     |     |     |     |     |     |     |
| 1967   | Porsche                 | Porsche 906 Porsche 910 |     | 7   |     |     |     | 1   | DNF |     |     |     |     |     |     |     |     |     |     |     |     |     |     |     |
| 1968   | Porsche                 | Porsche 907 Porsche 908 | DAY | SEB | BRH | MON | TAR | NÜR | SPA | WAT | ZEL | LEM |     |     |     |     |     |     |     |     |     |     |     |     |
| 1968   | Porsche                 | Porsche 907 Porsche 908 | 3   | DNF |     |     |     | 4   |     | DNF |     | DNF |     |     |     |     |     |     |     |     |     |     |     |     |
| 1969   | Porsche Porsche Holding | Porsche 908             | DAY | SEB | BRH | MON | TAR | SPA | NÜR | LEM | WAT | ZEL |     |     |     |     |     |     |     |     |     |     |     |     |
| 1969   | Porsche Porsche Holding | Porsche 908             | DNF | 3   |     |     |     |     |     |     | 3   |     |     |     |     |     |     |     |     |     |     |     |     |     |